# Spilosoma alikangensis
Spilosoma alikangensis là một loài bướm đêm thuộc phân họ Arctiinae, họ Erebidae.